# Microdon cerioides
Microdon cerioides är en tvåvingeart som beskrevs av Hull 1943. Microdon cerioides ingår i släktet myrblomflugor, och familjen blomflugor.
Artens utbredningsområde är Paraguay. Inga underarter finns listade i Catalogue of Life.